# Касимбек-датка
Касимбе́к-Да́тка (каз. Қасымбек датқа) — село у складі Сайрамського району Туркестанської області Казахстану. Адміністративний центр Кайнарбулацького сільського округу.
До 2010 року село називалось Комешбулак, до 1992 року існувало два населених пункти — Совєтське та 17 Партз'їзд.
Населення — 4584 особи (2021; 4342 у 2009, 3788 у 1999, 2815 у 1989).
26 березня 2015 року до села було приєднано територію площею 5,85 км².